# Xylophanes epaphus
Xylophanes epaphus är en fjärilsart som beskrevs av William Schaus 1898. Xylophanes epaphus ingår i släktet Xylophanes och familjen svärmare. Inga underarter finns listade i Catalogue of Life.

## Bildgalleri

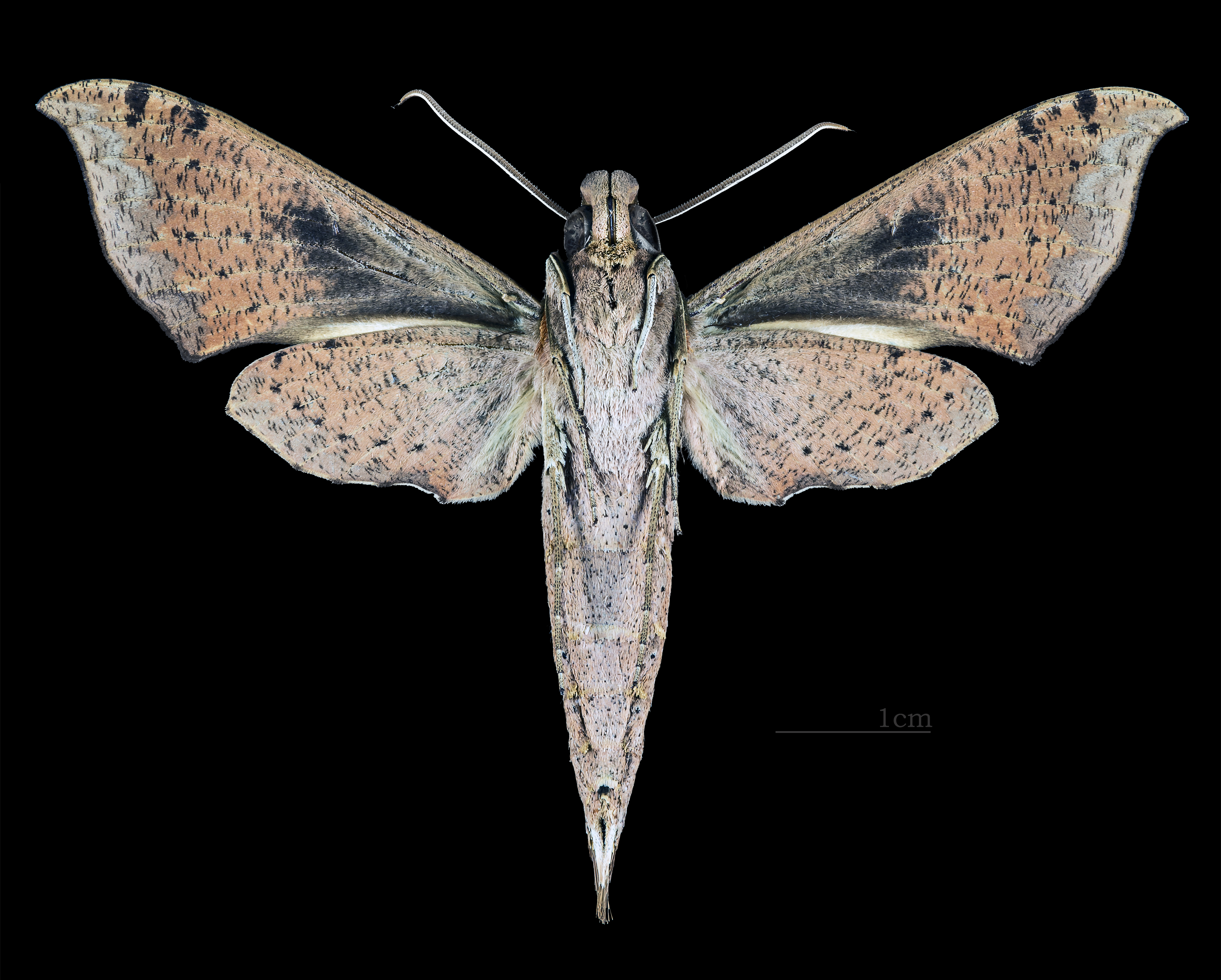
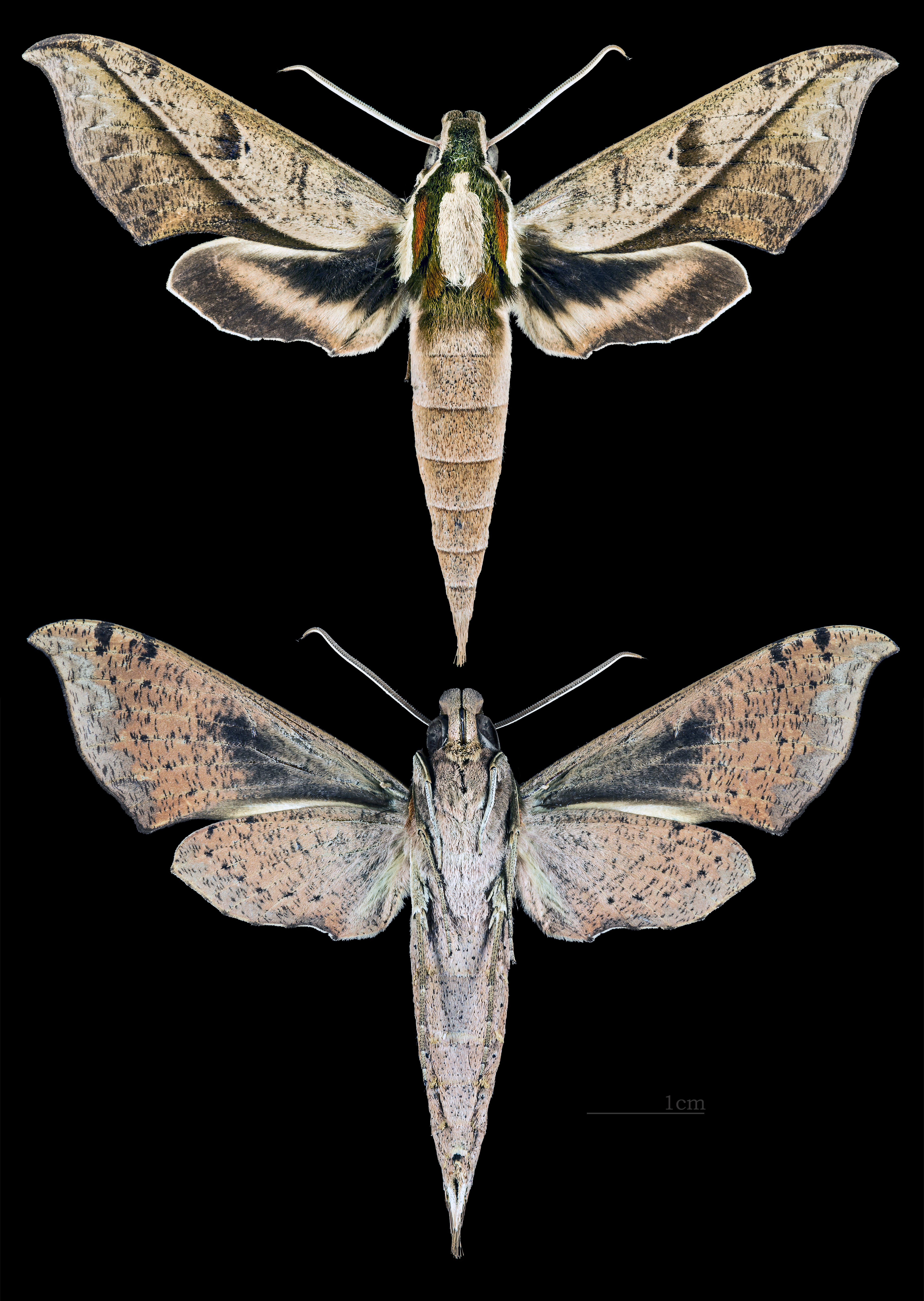